# Oko Jelenia
Oko Jelenia to wielotomowa powieść fantastyczna Andrzeja Pilipiuka wydana przez Fabrykę Słów w latach 2008 - 2011 (powrót serii w roku 2015). Autor oryginalnie planował wydanie siedmiu tomów cyklu, jednak ostatecznie fabuła została zamknięta w sześciu. Zmieniło się to w roku 2015, gdy została wydana jeszcze jedna część serii.

## Bohaterowie
- Marek Oberech – nauczyciel informatyki w warszawskim liceum Reytana z początku XXI wieku, najstarszy z grupy podróżników w czasie.
- Staszek Grążel – towarzysz głównego bohatera z XXI wieku, uczeń klasy maturalnej, uratowany przez Marka przed zakatowaniem przez napastników, towarzyszy mu podczas misji w XVI wiecznej Norwegii.
- Helena Korzecka – rudowłosa XIX-wieczna polska szlachcianka, w Norwegii przyłącza się do powyższych postaci. Wyjątkowo bystra i twarda dziewczyna. Była kurierką w czasie powstania styczniowego. Sympatia Staszka.
- Peter Hansavritson - kupiec należący do Hanzy, jego wpływy są dużo większe niż przypuszcza wielu ludzi; pomimo bycia luteraninem wspiera tajne katolickie Bractwo Świętego Olafa, pływa statkiem „Srebrna Łania”.
- Marius Kowalik – kuzyn, towarzysz oraz współpracownik Petera Hansavritsona, ceniący wiedzę i nowoczesne wynalazki; poszukuje sług łasicy aby zgłębić tajniki technologii, którą niesie przyszłość.
- Maksym Omelajnowicz – ukraiński „kozak, wyglądający, jakby się urwał z planu filmu Ogniem i mieczem. Odziany był w szerokie szarawary i haftowana koszule. Na piersi wisiał wyszmelcowany woreczek ze skóry. Stopy obuł w buty plecione z łyka. Łysa glaca na głowie lśniła jak wypolerowana, tylko z czubka zwisał mu długi osełedec zawinięty fantazyjnie za lewe ucho”[2].
- Sadko i Borys – Rosjanie, bracia wychowani w Nowogrodzie, żeglarze zaprzysiężeni Hanzie, którzy współpracują z Peterem i Mariusem. Ludzie od „mokrej roboty”[3]
- Ina – kosmitka na usługach Skrata, która na Ziemi przyjęła formę łasicy. Nadzoruje poszukiwania Oka Jelenia, potrafi odtworzyć ludzi z tzw. scalaków.
- Alchemik Sebastian - właściwie Iwo Sebastian, Czech pochodzący z Pragi, urodzony w roku 1870[4]; po przeniesieniu w czasie wykorzystuje swoje liczne talenty do wytworu unikalnych przedmiotów, takich jak sztućce z aluminium, które zyskują sławę „lekkiego srebra”,
- Agata Ferber - młoda Polka, wdowa zamieszkująca z bratem w Bergen, pochodzi z Gdańska jest sympatią Marka, siostrą Artura oraz kuzynką Grzegorza Geharda Grota.
- Artur Ferber - młody polski kupiec pochodzący z zamożnej rodziny, marzy o dalekich podróżach i interesach z mieszkańcami odległych krain, brat Agaty.
- Greta - niespełna dwunastoletnia Niemka, „pracująca jako pomoc domowa u Heli i Marka w czasie ich pobytu w Gdańsku, Była drobna, ciemnooka, jej warkocz miał barwę zleżałej słomy. Nawet ładna, tylko jakby zahukana i wystraszona”[5].
- Grzegorz Gerhard Grot - gdański justycjariusz stojący na straży prawa i porządku, daleki kuzyn Agaty i Artura Ferberów,
- Marta - ciemnowłosa, nastoletnia służąca na służbie u pani Agaty w Gdańsku, zaprzyjaźnia się z Helą, jej ojciec zaginął na morzu

## Fabuła
Historia opowiada o losach trójki bohaterów – Marka, Staszka oraz Heli, przeniesionych w różnych okolicznościach do XVI-wiecznej Norwegii przez Skrata – kosmicznego kolekcjonera. Tam, od swej nadzorczyni Iny otrzymują zadanie zdobycia za wszelką cenę artefaktu, tytułowego Oka Jelenia.

### Droga do Nidaros
Akcja powieści rozpoczyna się w czasach współczesnych (XXI wiek). W stronę Ziemi leci rój meteoroidów antymaterii, ludziom na ratunek zostaje zaledwie kilka godzin. Nauczyciel informatyki – Marek, pomaga bitemu nastolatkowi Staszkowi. Gdy wydaje im się, że zaraz zginą, spotykają kosmicznego wędrowca – Skrata (kolekcjonera wiedzy unicestwionych cywilizacji, który potrafi przenosić ludzi w przeszłość). Obaj zgadzają się zostać jego niewolnikami.
Do szesnastowiecznej Norwegii zostaje przeniesiony sam Marek. Łasica Ina wskrzesza go do życia na podstawie zapisów „scalaka” (rodzaju pamięci) i wyznacza mu zadanie – odnaleźć Alchemika Sebastiana, a następnie Oko Jelenia. Pomóc w wykonaniu zadania ma mu spotkana po drodze szlachcianka Hela, pochodząca z XIX wieku. W trakcie wędrówki spotykają katolickiego księdza Jona, który wędruje po rządzonym przez znienawidzonych Duńczyków kraju odprawiając potajemne msze dla nielicznych katolików. Wędrowcy zostają jednak zdradzeni i po krótkim procesie ksiądz zostaje spalony na stosie, a Hela oddana katu (który wykonywał wyrok) „w rozliczeniu”. Główny bohater uznany za martwego zostaje wrzucony do jaskimi z trupami, losu Heli nie zna.

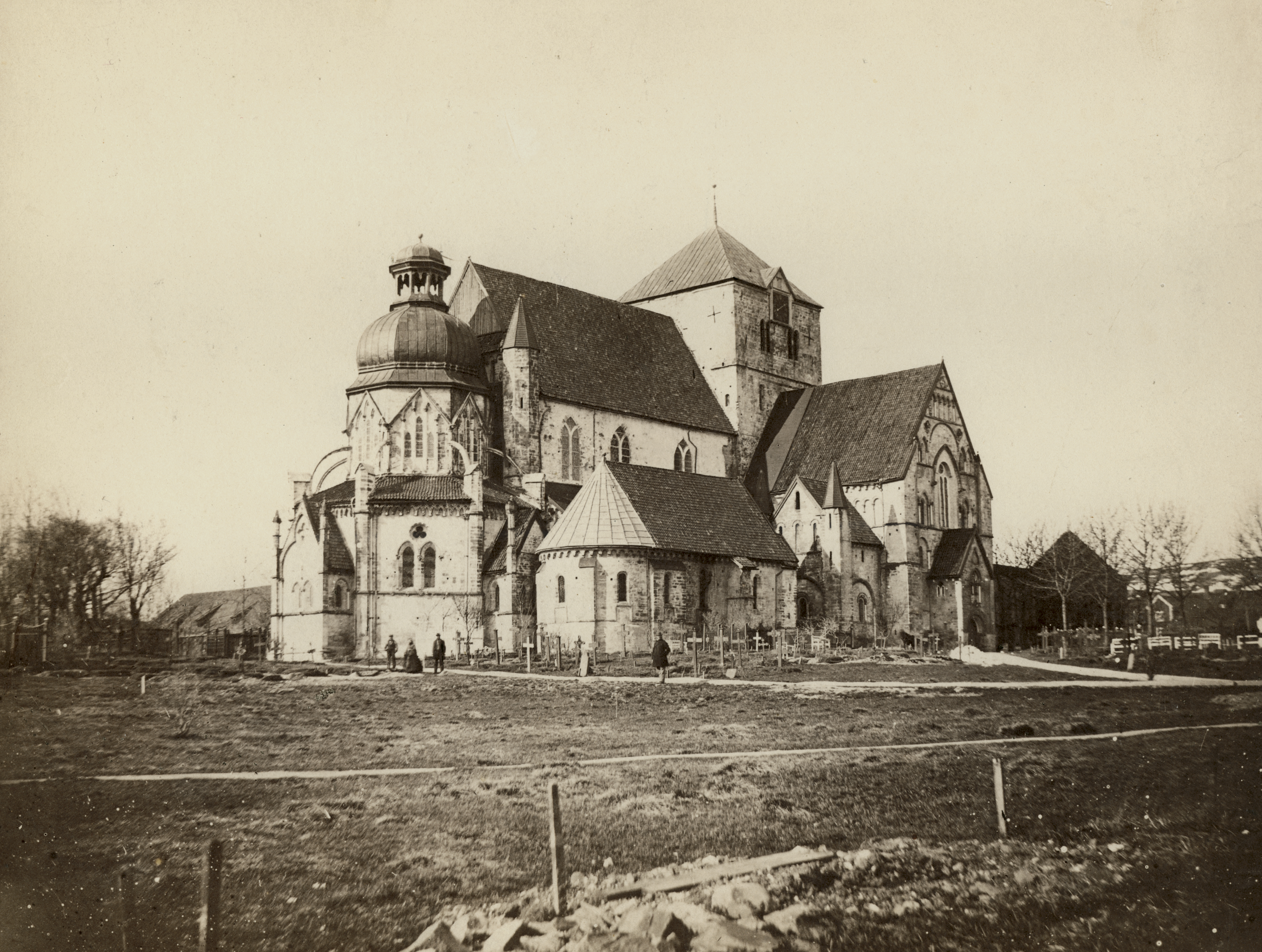
Katedra w Nidaros w połowie XIX wieku, około 300 lat po wydarzeniach opisanych w powieści

Nazwa „Nidaros” to współczesne miasto Trondheim. Główny bohater trafia tam w poszukiwaniu Sebastiana poznając dwóch norweskich nastolatków, z którymi pracuje przy rozbiórce zniszczonej katedry i mieszka w starej łodzi. Jednocześnie odkrywa, że bez żadnych problemów rozumie i mówi w ich języku. Marek trafia na ślad Sebastiana, który niestety opuścił miasto staczając wcześniej udaną walkę z łasicą. Z powodu zbliżającej się zimy i zakończenia prac rozbiórkowych chłopcy wracają do siebie na wieś a Marek wyrusza uzupełnić zapasy jedzenia.
Pewnego dnia, poznaje w oddali kurtkę Staszka i słyszy głos łasicy. Ta wskrzesiła Staszka, aby zmusić chłopaka do zabójstwa starszego kolegi, który zwlekał z wykonaniem zleconego przez nią zadania. Staszek nie wykonuje jej polecenia, a obaj wyjaśniają jej przyczynę opóźnienia (praca, konieczność zdobycia pożywienia). Ina nie rozumie potrzeb i zasad panujących wśród ludzi, nawet tak podstawowych jak potrzeba jedzenia. Każde nieposłuszeństwo i odstępstwo przy wykonywaniu zadania jest przez nią uznawane za zdradę i natychmiast karane. Bohaterowie wyjaśniają jej że ludzie potrzebują więcej swobody przy realizacji zadania, a to że Sebastian opuścił Nidaros nie oznacza, że zdradził. Przekonują oni Inę, że nie warto unicestwiać Staszka (według niej nie jest już potrzebny skoro Marek nie zdradził) i proponują utworzyć dwa dwuosobowe zespoły poszukujące Oka Jelenia. Jak dowiadują się od Iny mają oni znaleźć scalak po przyjacielu Skrata, który obecnie używany jest jako pieczęć, ale nie wiadomo gdzie i przez kogo.
Od Iny dowiadują się też, że Hela żyje (jej scalak jest aktywny) i rozpoczynają jej poszukiwania. Hela nadal jest u kata, który prowadzi dom publiczny i przygotowuje ją do pracy w nim. Ostatecznie przyjaciele odnajdują i uwalniają Hele, a w ucieczce pomaga im spotkany przypadkowo katolik Nils, który ukrywa ich u siebie.
Dodatkowo w pierwszej części pojawiają się motywy związane z Hanzą, której kupcy (Peter Hansavritson i Marius Kowalik) posiadają „Księgę łasicy”, opisującą dziwne zjawiska związane z przybyszami z przyszłości, a na koniec książki pojawia się postać kozaka (Maksyma Omelajnowicza). Wątki te zostaną rozwinięte w kolejnych tomach powieści.

### Srebrna Łania z Visby

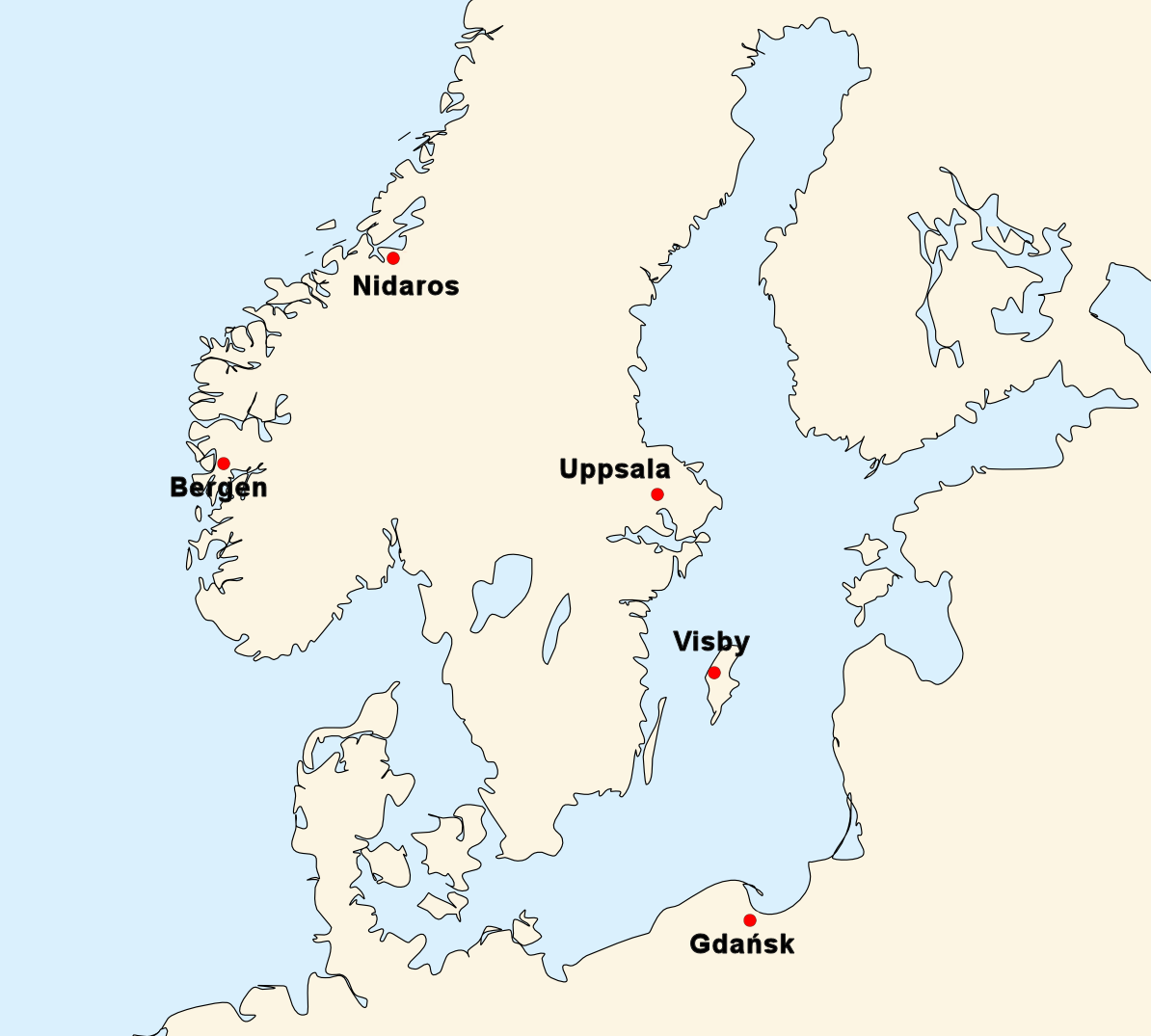
Mapa najważniejszych miast z powieści

Akcja tej części toczy się głównie w Nidaros. Trójka przyjaciół ukrywana przez mistrza introligatorskiego, Nilsa, w jego obejściu dawnym beginażu, oczekuje na rozkazy Iny. Okaleczona i zarażona syfilisem przez kata Hela zostaje (jako nieprzydatna) uśmiercona przez łasicę Inę, a następnie wskrzeszona już zdrowa. Hela zabija kata. Marek z pomocą swojego opiekuna próbuje „załatwić” transport do miasta Bergen, gdzie ukrył się Alchemik Sebastian. Udaje mu się poznać kapitana „Srebrnej Łani” Petera Hansavritsona, który obiecuje mu przewiezienie na pokładzie swojego statku. Hela i Staszek wyruszają pieszo na wyprawę do Uppsali. W tym czasie Marek na pokładzie Srebrnej Łani zostaje rozpoznany jako sługa łasicy i poddany torturom przez ludzi Petera. W tym samym czasie na statek napadają piraci sprzymierzeni z lensmanem Otto. Dochodzi do bitwy morskiej, podczas której Marek ratuje przed śmiercią Petera Hansavritsona.
Maksym dociera do Szwecji. W liście do swojego atamana pisze:

Wedle wiedzy mej, a w mieście Sztokholmie od przyjaciół naszych nabytej, ruszyłem ku krainie Norwegią zwanej, gdzie w mieście Bergenie liczę trop dalszy pochwycić. W drodze zgodnie z rozkazem twym popatruję, czym krainy pludrackie bogate i co mogłoby nam za godziwy łup posłużyć. Tedy opisać spieszę kraj Smalandią zwany, któren przy szlaku moim leży. Kraina ta bogata wielce lat temu kilkadziesiąt, dziś wydaje się bezludna. Jeno liczne ruiny spalonych wsi czynią wrażenie, jakby Tatarzy tu przeszli, co jednakowoż dla oddalenia od Krymu możliwym nie jest, tedy dumam, iż zniszczenia tutejsze innej wojny śladem.

### Drewniana twierdza

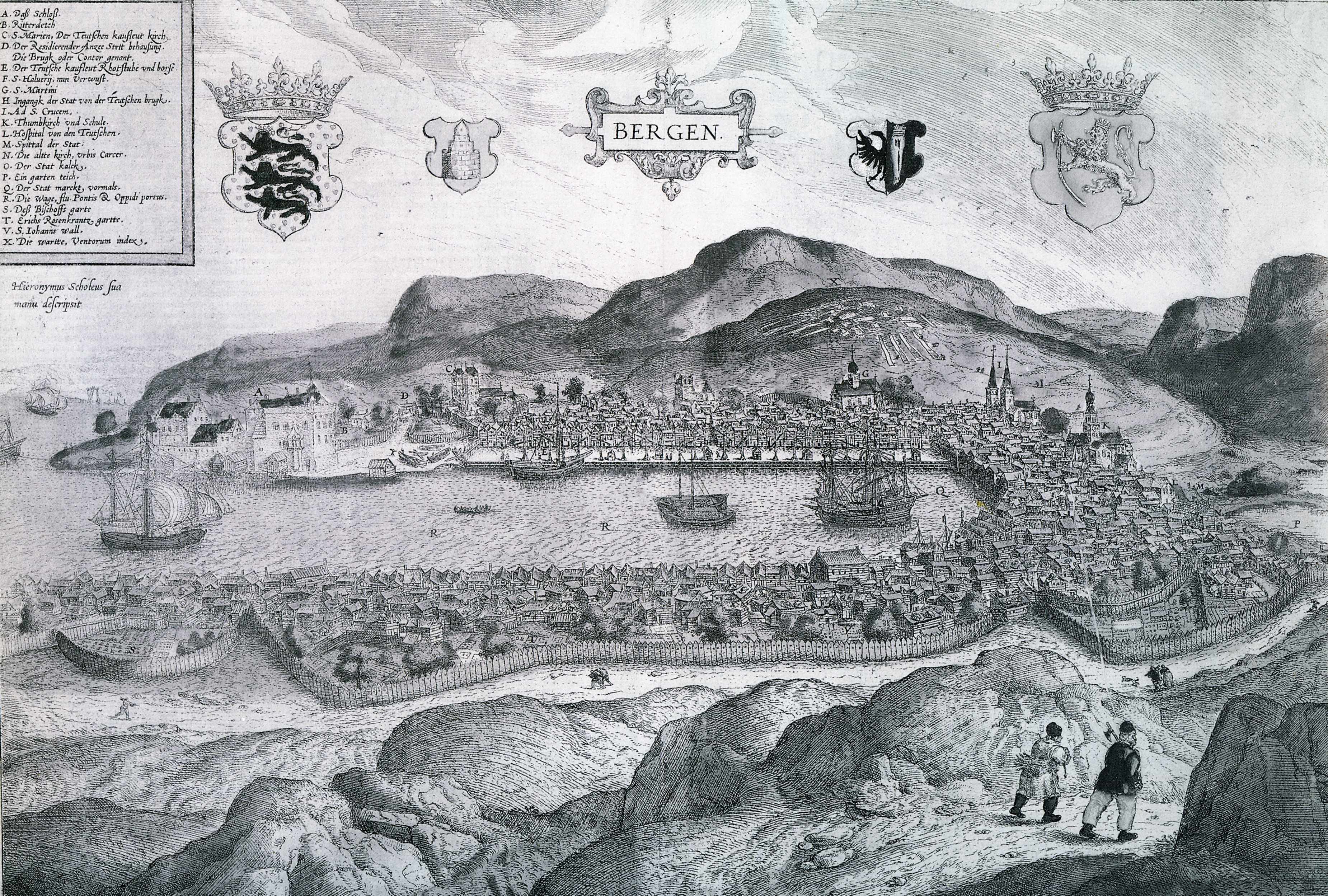
Panorama XVI-wiecznego Bergen

Marek odzyskuje zdrowie po walce z piratami na morzu, podczas której został ciężko ranny. Znajduje się w Bergen pod opieką ludzi należących do Hanzy. Poznaje alchemika Sebastiana, który na terenie miasta otworzył mydlarnię. W tym samym czasie Helena i Staszek kontynuują swoją podróż przez zaśnieżone góry Norwegii. Zostają zaatakowani przez watahę agresywnych wilków, których mózgi były pokryte „delikatną niczym pajęczyna siateczką metalicznie srebrnych żyłek”. Wilki te były sterowane przez tajemniczych wrogów, którzy niebawem odnajdują parę wędrowców. Staszek ginie z rąk „Chińczyków” - przybyszów z przyszłości posiadających dostęp do nowoczesnych technologii. Hela, która uniknęła losu chłopaka postanawia odnaleźć Marka w Bergen. Po drodze spotyka członków Bractwa Świętego Olafa, którzy postanawiają zabić bezwzględnego lensmana Otto. Zarządca Bergen postanawia pozbyć się problematycznego kantoru Hanzy na terenie miasta, dając kupcom ultimatum na poniżających warunkach. Ludność kantoru postanawia potajemnie uciec z Norwegii na pokładzie Srebrnej Łani. W czasie nocnej ucieczki statek wpada w zasadzkę i rozpoczyna się potyczka morska.

### Pan Wilków
Łasica Ina pojawia się w krytycznym momencie bitwy morskiej pod Bergen. Postanawia pomóc pasażerom Srebrnej Łanii w ucieczce z norweskiego portu poprzez teleportację statku w bezpieczne miejsce. Następnie załoga udaje się na wyspę Bornholm w celu odnowienia uszkodzonego ciała łasicy. W tym samym czasie Maksym poszukuje przybysza z przyszłości zwanego jako Pan Wilków. Staszek budzi się w niewoli po odtworzeniu jego ciała przez „Chińczyków”, dowodzonych przez Pana Wilków. Marek i Helena docierają do Gdańska. Maksym poznaje przywódcę ludu Sámi i z pomocą jego ludzi, a także przybyłych Sadko i Borysa odnajdują bazę „Chińczyków”. Podczas szturmu biorą do niewoli Pana Wilków i zabijają jego ludzi. Staszek odzyskuje wolność i podąża z Maksymem do Polski poprzez zamarznięty Bałtyk. Po drodze zatrzymują się na Gotlandii gdzie dowiadują się o porwaniu Petera Hansavritsona przez nieznanych sprawców. W tym czasie Marek z Helą urządzają wynajęte mieszkanie i biorę pod opiekę młodą Niemkę - Gretę. Dziewczyna okazuje się być szpiegiem Hanzy podstawionym przez Mariusa Kowalika.

### Triumf Lisa Reinicke
Marek wraz z Helą spotykają Maksyma oraz Staszka. Po powrocie do wynajmowanego mieszkania w Gdańsku okazuje się, że Greta oraz wszyscy mieszkańcy domu zostają brutalnie zamordowani. Na miejscu czeka na nich miejski justycjariusz Grzegorz Grot, który aresztuje Marka. Pozostała trójka postanawia ukryć się znajomych Ukraińców. Gdy do miasta powraca wdowa Agata Ferber z bratem, Hela postanawia zamieszkać w jej rodzinnym domu. Staszek wraz z Ukraińcami natrafia przypadkowo na gromadę zamaskowanych bandytów, którzy uciekają przed miejskim justycjariuszem. Ich tożsamość pozostaje nieznana, jednak sposób mordowania w Gdańsku oraz Visby jest identyczny. Niebawem dochodzi również do ataku na Mariusa Kowalika, którego ludzie w zostają wymordowani w podobnych okolicznościach. Hela zostaje postrzelona z kuszy przez tajemniczego napastnika, którym okazuje się chłopak z Norwegii będący na usługach wdowy po kacie z Nidaros. Staszek postanawia udać się do burmistrza Gdańska i wykorzystać dokumenty Hanzy znalezione wśród przedmiotów Grety, aby podszyć się pod tajnego wysłannika z ważnymi rozkazami dotyczącymi uwolnienia Marka z aresztu. Przebiegły fortel dochodzi do skutku i Marek opuszcza gdański port na pokładzie Srebrnej Łani pod zmienioną banderą.

### Sfera Armilarna
Wolność Marka okazała się chwilowa, gdyż na rozkaz Hanzy zostaje on złapany do niewoli przez Sadkę i Borysa. Razem ukrywają się na wrakowisku na wybrzeżu Bałtyku. Choć po wielu tygodniach Markowi udaje się zbiec z niewoli to po kilku dniach zostaje ponownie pojmany. Otrzymuje przekaz z przyszłości od Iny, która informuje go, że misja została odwołana i poszukiwanie scalaka nie jest już konieczne. W tym czasie w Gdańsku Staszek odnajduje podejrzanych zabójców ukrywających się na statku „Święty Jerzy”. Wraz z miejskim justycjariuszem i podległymi mu strażnikami prawa dokonują zatrzymania podejrzanych. Kilka dni później dochodzi do ataku na dom Ferberów, w którym giną Hela, Agata i wszyscy domownicy z wyjątkiem Artura i służącej Marty. Staszek przeżywa załamanie. Niebawem zjawia się nowy podróżnik w czasie pod postacią kota mówiącego ludzkim głosem. Wyjaśnia, że Skrat jest kosmicznym bandytą, którego trzeba powstrzymać. Przenosi Marka do czasów teraźniejszych, a Staszka do roku 1864, aby mógł on uratować Helę i powstrzymać Skrata.
W epilogu Marek podróżuje na Gotlandię, gdzie odnajduje list od Staszka oraz sporą ilość gotówki.

### Sowie Zwierciadło

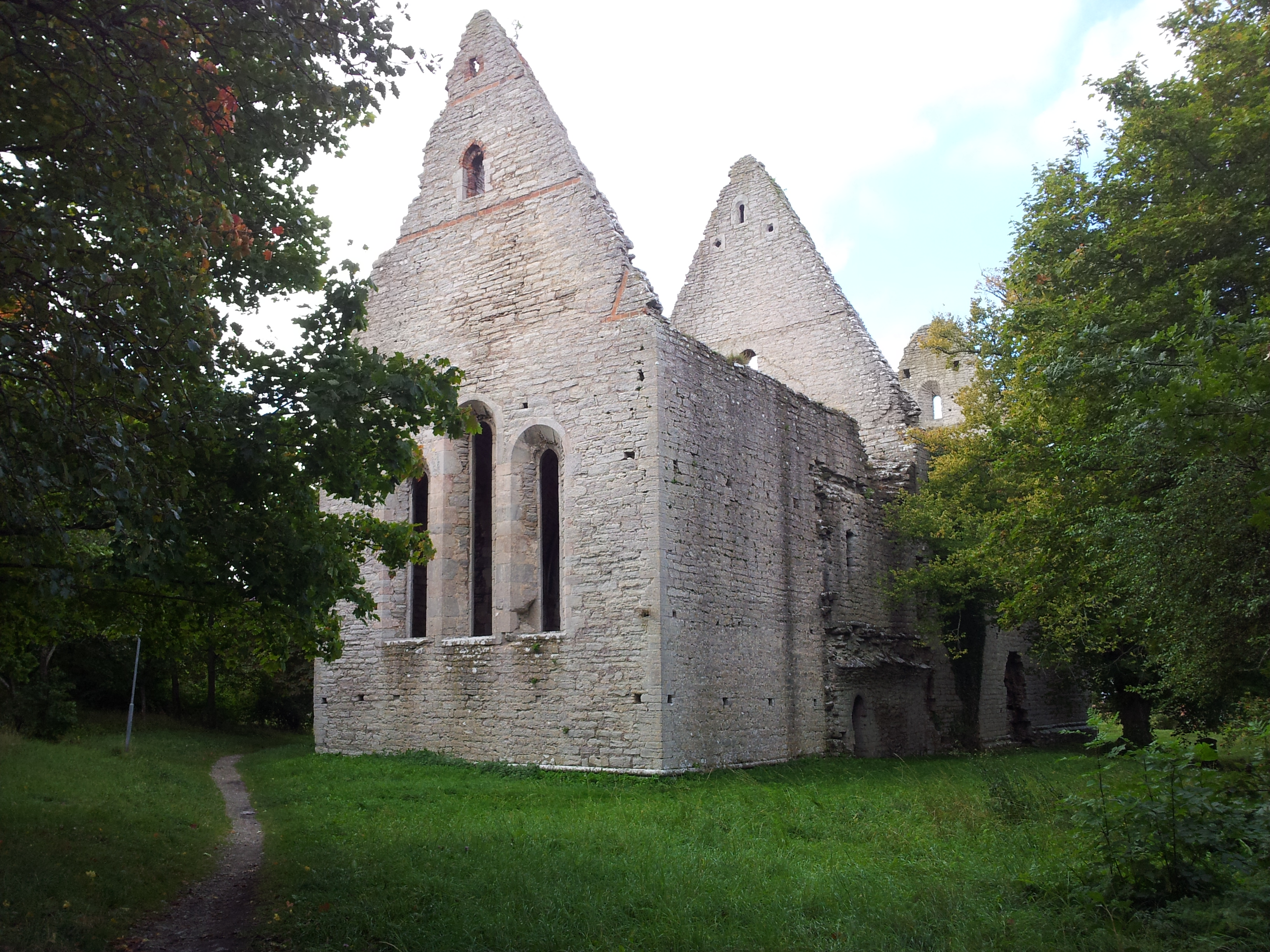
Ruiny kościoła świętego Gorana w Visby gdzie Marek odnajduje grób Staszka

Marek powrócił do czasów współczesnych i próbuje wieść normalny tryb życia. Pewnego dnia jego dom nachodzi grupa bandytów, którzy próbują wyciągnąć od niego pewne informacje. Uznali bowiem Marka za porywacza, który odpowiada za zniknięcie Staszka. Młodzieniec miał wpływowego ojca, który za wszelką cenę próbuje go odnaleźć i w tym celu nasyła grupę do zadań specjalnych. Marek opowiada im swoją niewiarygodną historię o podróży w czasie i wspólnymi siłami próbują dowiedzieć się co stało się z Helą i Staszkiem.
Stanisław postanowił przenieść się w czasie do roku 1864 do posiadłości rodu Korzeckich, aby pomóc Heli w obronie przed atakiem Moskali. Udaje mu się zabić napastników i pomóc Heli w ucieczce. Ich tropem podąża rosyjski śledczy, który chce wyjaśnić, w jaki sposób zginęli żołnierze. Okazuje się, że wzajemna miłość nie jest pisana Heli i Staszkowi, gdyż szlachcianka ma już narzeczonego, który znajduje się w niewoli. Obmyśla on plan zbrojnego ataku w celu jego odbicia, który kończy się sukcesem. Staszek opuszcza Polskę i trafia do Visby, gdzie zostaje zabity.
Marek z pomocą ludzi wynajętych przez ojca Staszka odnajduje materiały historyczne świadczące o młodych bohaterów w przeszłości. Trafia do Visby gdzie udaje się odnaleźć ciało Staszka i jego scalak, a następnie przywrócić go do życia.